# Daniel Zaragoza
Daniel Zaragoza (ur. 11 grudnia 1957 w Meksyku) – meksykański bokser, zawodowy mistrz świata kategorii koguciej i junior piórkowej.

## Kariera amatorska
Startował w wadze koguciej na igrzyskach panamerykańskich w 1979 w San Juan, gdzie przegrał w ćwierćfinale.
Wystąpił na igrzyskach olimpijskich w 1980 w Moskwie w wadze koguciej, gdzie po wygraniu dwóch walk przegrał w ćwierćfinale wskutek kontuzji z Michaelem Anthonym z Gujany.

## Kariera zawodowa
Rozpoczął karierę boksera zawodowego w 1980. Wygrał pierwsze 14 walk, zanim pokonał go w 1982 Harold Petty.  W tym samym roku zdobył tytuł zawodowego mistrza Meksyku w wadze koguciej. W następnym roku usiłował zdobyć tytuł mistrza NABF (North American Boxing Federation) w wadze koguciej, ale ponownie przegrał z Pettym.
4 maja 1985 w Oranjestad stoczył pojedynek o wakujący tytuł mistrza świata federacji World Boxing Council w wadze koguciej z Fredem Jacksonem. W 7. rundzie Jackson został zdyskwalifikowany za rozmyślne uderzenie głową i Zaragoza został po raz pierwszy mistrzem świata. Stracił ten tytuł już 9 sierpnia tego roku w Miami, kiedy przegrał z niepokonanym wówczas Miguelem „Happy” Lorą na punkty.
Zaragoza przeniósł się następnie do wagi junior piórkowej (superkoguciej). Przegrał pierwszy pojedynek w nowej kategorii 11 kwietnia 1986 w Perth z ówczesnym mistrzem świata federacji IBF w wadze koguciej Jeffem Fenechem, ale 6 grudnia tego roku został mistrzem NABF w wadze junior piórkowej po pokonaniu Mike'a Ayali.
Dwukrotnie skutecznie bronił tego mistrzostwa, a 29 lutego 1988 w Inglewood stoczył pojedynek o wakujący tytuł mistrza świata WBC wagi junior piórkowej ze swym rodakiem, wieloletnim mistrzem świata wagi koguciej Carlosem Zárate. Zaragoza wygrał przez techniczny nokaut w 10. rundzie. Zárate po tej walce zakończył swoją karierę.
Zaragoza w obronie tytułu zremisował 29 maja 1988 w Yeosu z byłym mistrzem świata Lee Seung-hoonem, znokautował 26 listopada tego roku w Forlì Valerio Natiego w 5. rundzie, wygrał na punkty 22 czerwca 1989 w Inglewood z Paulem Banke, zwyciężył przez techniczny nokaut 31 sierpnia tego roku w Inglewood Frankiego Duarte i pokonał na punkty 3 grudnia 1989 w Incheonie Park Chan-younga.
Stracił tytuł w kolejnej obronie, w walce rewanżowej z Paulem Banke, który 23 kwietnia 1990 w Inglewood wygrał przez techniczny nokaut w 9. rundzie. Odzyskał pas federacji WBC w wadzie junior piórkowej 14 czerwca 1991 w Nagoi po niejednogłośnej wygranej na punkty z Kiyoshi Hatanaką. Obronił tytuł, wygrywając na punkty 24 sierpnia 1991 w Seulu z Chun Huhem i 9 grudnia tego roku w Inglewood z Paulem Banke. W kolejnej walce o mistrzostwo 20 marca 1992 w Calais pokonał go Thierry Jacob. Jacobowi tytuł odebrał wkrótce Tracy Harris Patterson i z nim Zaragoza dwukrotnie się zmierzył, próbując po raz trzeci zostać mistrzem świata wagi junior piórkowej. W pierwszej walce 5 grudnia 1992 w Berck ogłoszono remis, a w rewanżu 25 września 1993 w Poughkeepsie Patterson zwyciężył przez techniczny nokaut w 7. rundzie.
Kolejną szansę walki o tytuł WBC Zaragoza uzyskał 2 czerwca 1995 w Foxwoods Casino, ale zremisował z broniącym pasa Héctorem Acero-Sánchezem. W rewanżowym pojedynku 6 listopada tego roku Zaragoza wygrał niejednogłośnie na punkty i po raz czwarty (a trzeci w tej kategorii) został mistrzem świata. Czterokrotnie skutecznie bronił tytułu, wygrywając z Joichiro Tatsuyoshim 3 marca 1996 w Jokohamie przez TKO w 11. rundzie, z Tsuyoshi Haradą 20 lipca 1996 w Osace przez TKO w 7. rundzie, z Wayne'em McCulloughem 11 stycznia 1997 w Bostonie na punkty i ponownie z Tatsuyoshim 14 kwietnia 1997 w Osace na punkty.
6 września 1997 w El Paso Érik Morales pokonał go przez nokaut w 11. rundzie i odebrał tytuł mistrza świata. Po tej walce Zaragoza zakończył karierę.
Został wybrany w 2004 do Międzynarodowej Bokserskiej Galerii Sławy.

## Rodzina
Ojciec Daniela Agustín Zaragoza był zawodowym bokserem, walczącym pod pseudonimem Zurita II (jako skojarzenie z Juanem Zuritą). W ciągu trzynastoletniej kariery stoczył blisko 500 walk. Miał 12 dzieci, z których Daniel był dziewiąty. Starszy brat Daniela, również Agustín Zaragoza, zdobył brązowy medal w wadze średniej na igrzyskach olimpijskich w 1968 w Meksyku.